# Estación de Garga Trasmonte
La Estación de Garga Trasmonte  es una pequeña aldea de 19 casas. Localizada en la parroquia Garga Trasmonte, en el Ayuntamiento de Oroso. 
Linda con el Ayuntamiento de Trazo y por el río Lengüelle. Antiguamente tenía estación de tren de carga y descarga de mercancías y cambío de vías de tren que ahora está totalmente abandonado.
Hace 10 años había algunos vecinos que se dedicaban al negocio de leche y carne pero han abandonado todo. Ahora las fincas se dedican a la plantación de pino o eucalipto.
Tiene una carretera que enlaza con la N-550 que es la carretera de Coruña Tui y otra con el Ayuntamiento de Trazo y está previsto que en la antigua estación de ferrocarril hagan una paseo de bicicletas entre Ordes y Oroso. Pasa una vía de tren de alta velocidad que separa esta aldea de otras lindantes: Fafián, Rial,y Piñeiro   

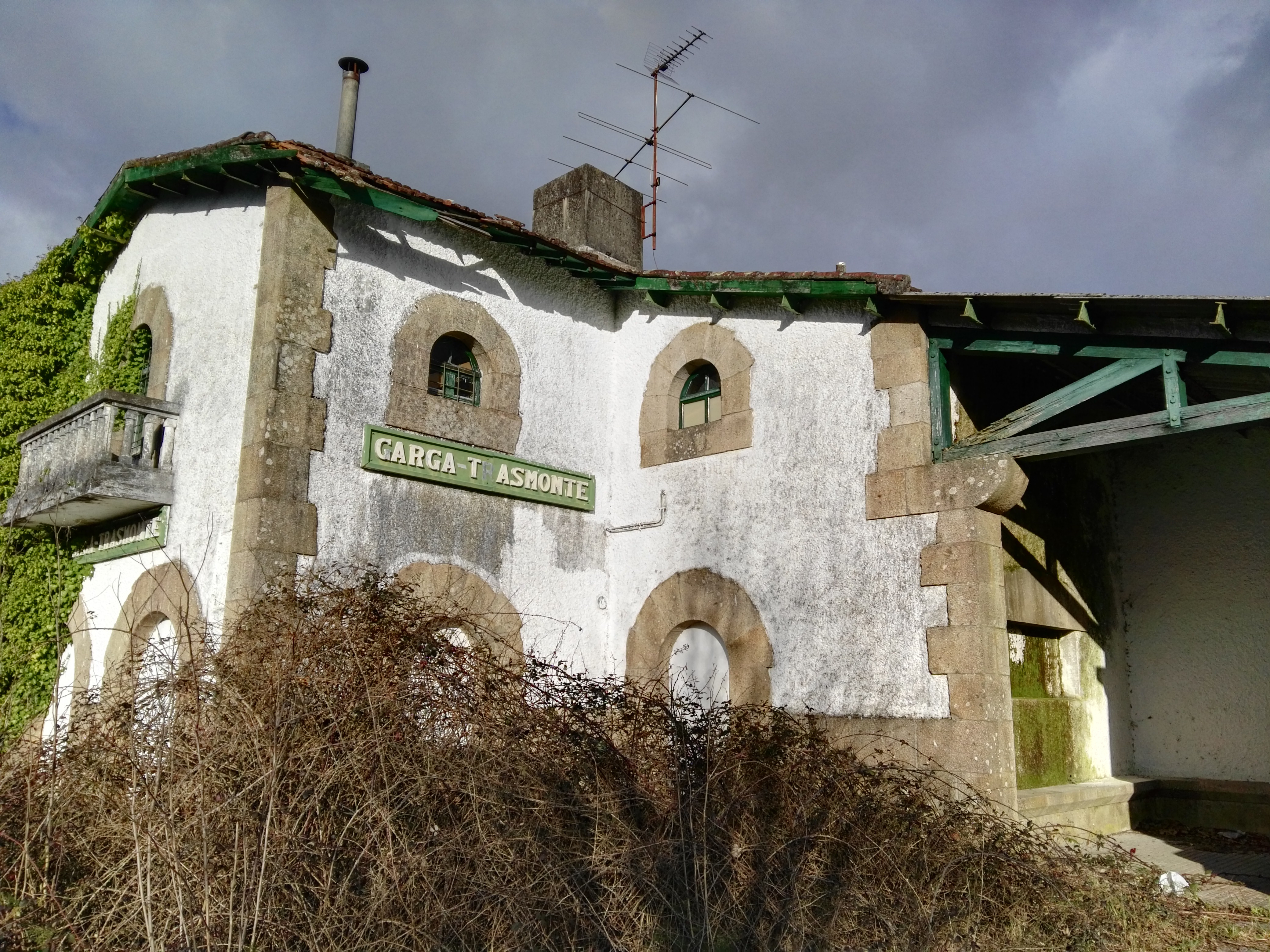
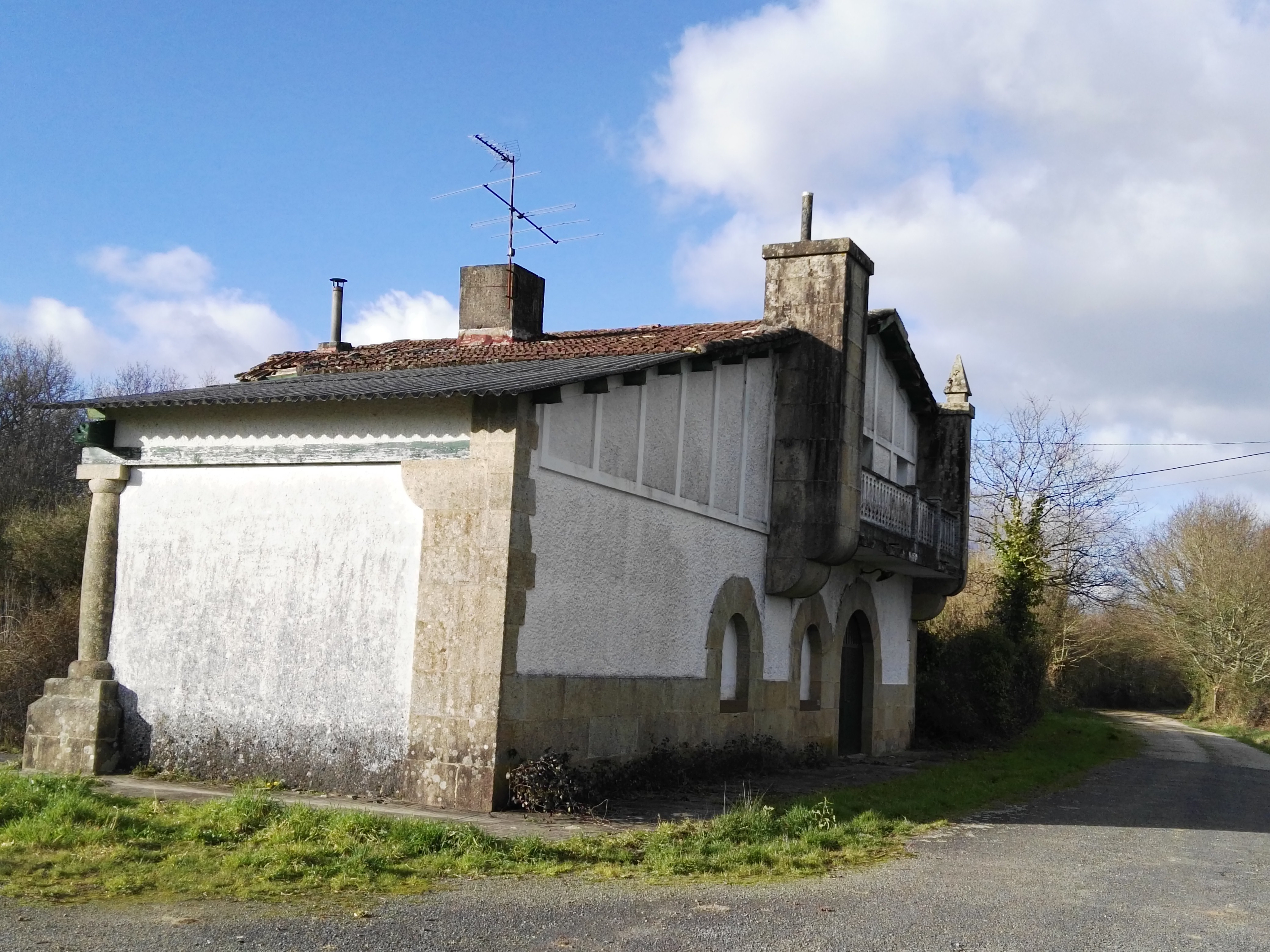

- Datos: Q24939058